# Mörttjärnen (Ramnäs socken, Västmanland)
Mörttjärnen är en sjö i Surahammars kommun i Västmanland och ingår i Norrströms huvudavrinningsområde.